# Cadarso (C)
El Cadarso fue un destructor de la Armada Española. Al igual que los tres acorazados de clase España, los tres destructores de clase Bustamante fueron construidos como fruto del plan Ferrándiz, ley de 7 de enero de 1908 (D.O. n.º 5, de 8-1-1908), que preveía un determinado número de unidades en España, con el fin de acortar el abismo tecnológico existente con el resto de las potencias europeas. 

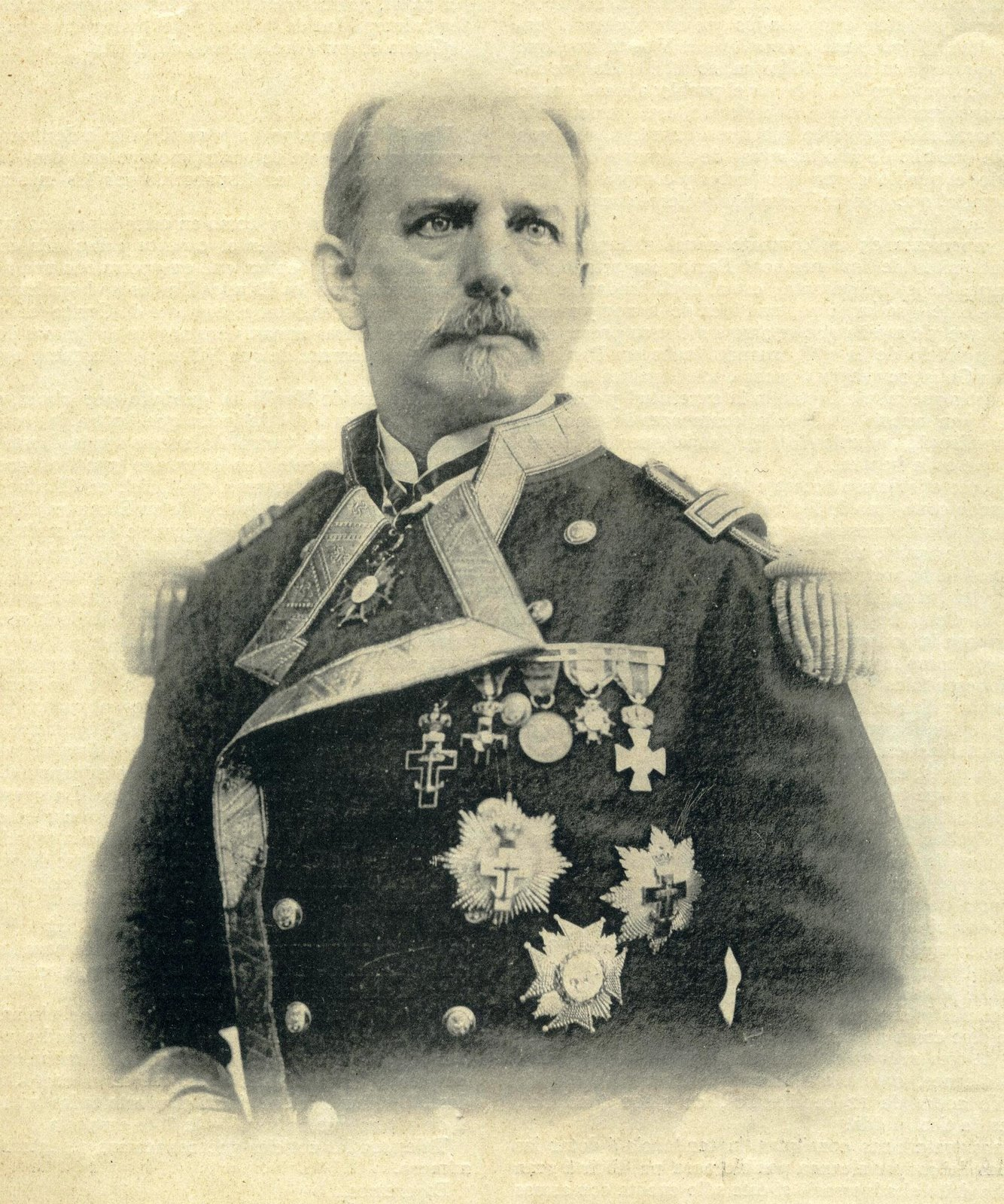
El Capitán de Navío, ascendido a título póstumo a Almirante, Luis Cadarso Rey, en cuyo honor se bautizó el destructor.

Recibió su nombre en memoria del Capitán de Navío, ascendido póstumamente a Almirante, Luis Cadarso y Rey, fallecido durante la Batalla de Cavite (Guerra Hispano-Estadounidense). Fue el primer buque bautizado en honor a este héroe de la Armada, a quien también le fue dedicado uno de los patrulleros de la Clase Lazaga, el P-03.

## Historial
Durante la Primera Guerra Mundial, participó en misiones de vigilancia y patrulla de las costas españolas.

### Buques de la clase
- Bustamante
- Villaamil

### Listas relacionadas
- Anexo:Destructores de España